# Franz Turchi (1969)
Francesco Turchi detto Franz (Roma, 9 giugno 1969) è un politico italiano.

## Biografia
Suo nonno era Franz Turchi, fondatore del Secolo d'Italia e senatore del Movimento Sociale Italiano, mentre suo padre era il deputato missino Luigi Turchi.
Laureato in economia e commercio nel 1992 presso la Libera università internazionale degli studi sociali Guido Carli, ha insegnato discipline economiche presso l'Università degli Studi di Perugia e l'Università di Boston.

### Europarlamentare
Membro dell'assemblea nazionale di Alleanza Nazionale, viene eletto Europarlamentare alle elezioni europee del 1999 nella lista Alleanza Nazionale - Patto Segni. Entra così a far parte del gruppo dell'Unione per l'Europa delle Nazioni e diventa membro e vicepresidente della Commissione per i bilanci.
Si ricandida al Parlamento europeo alle elezioni europee del 2004, risultando quarto dei non eletti.